# Morgan Lagravière
Pour les articles homonymes, voir Lagravière.
Morgan Lagravière, né le 23 mai 1987, est un navigateur français originaire de La Réunion.

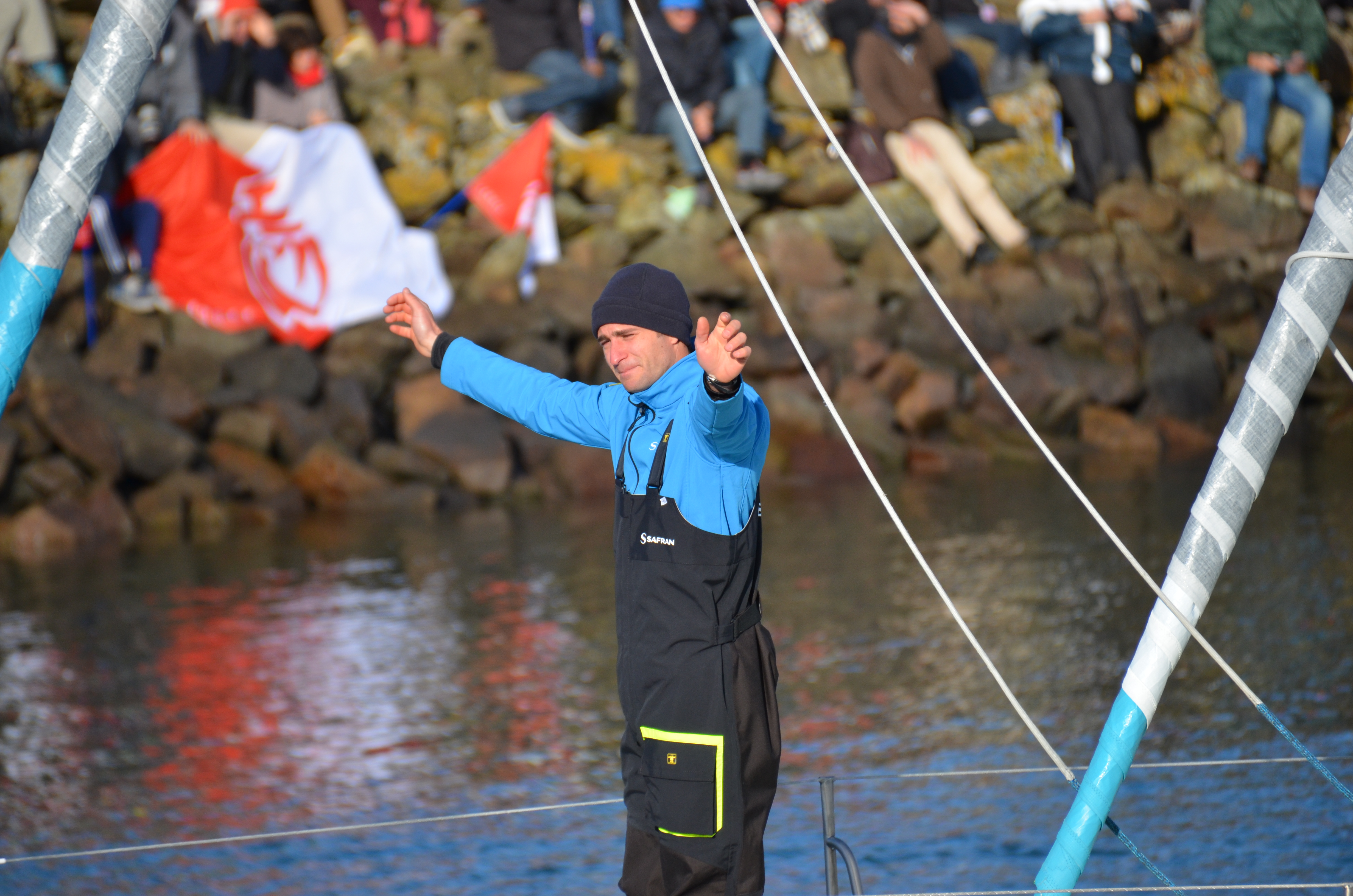
Morgan Lagravière au départ du Vendée Globe 2016-2017.

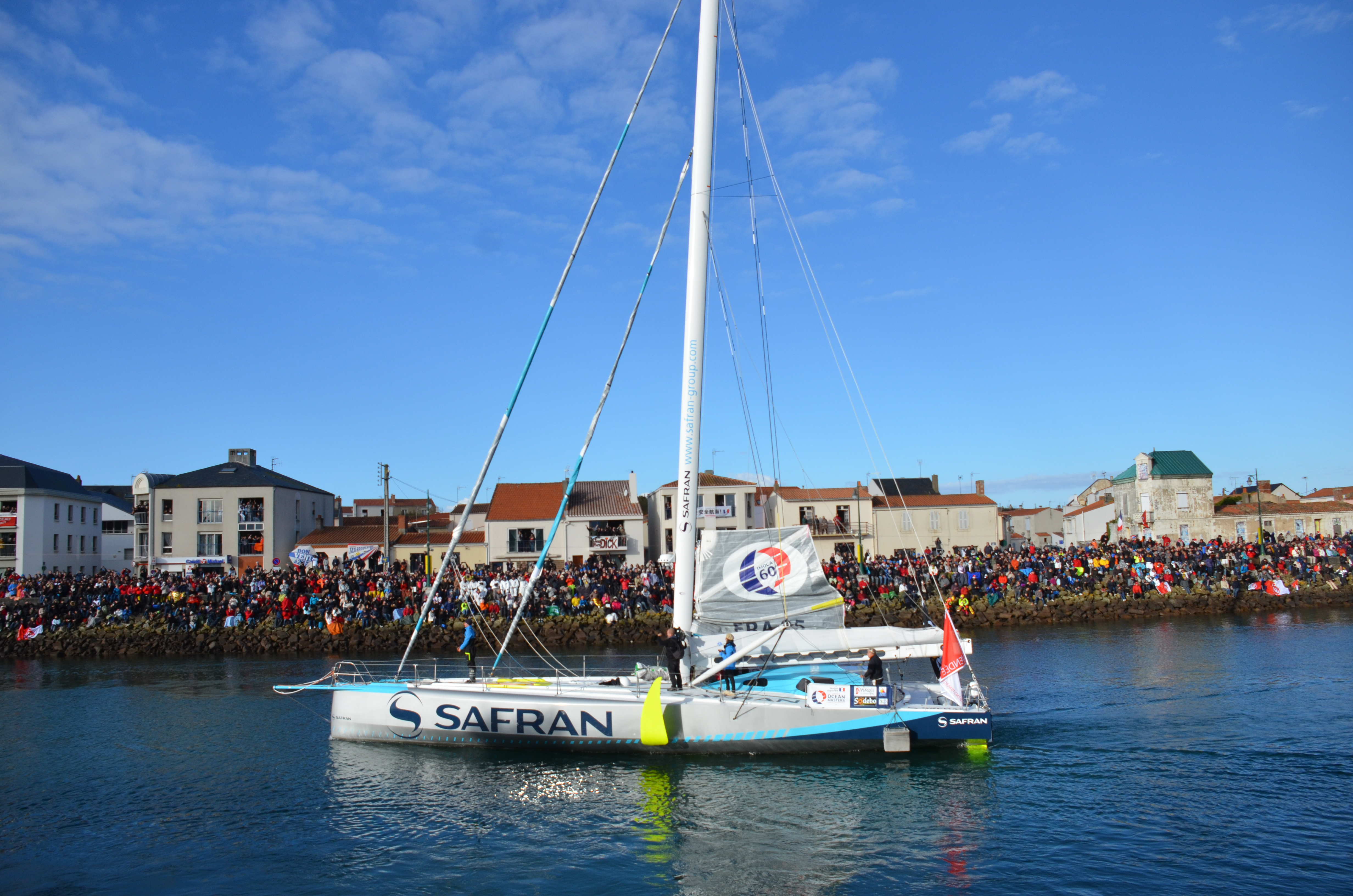
Morgan Lagravière au départ du Vendée Globe 2016-2017.

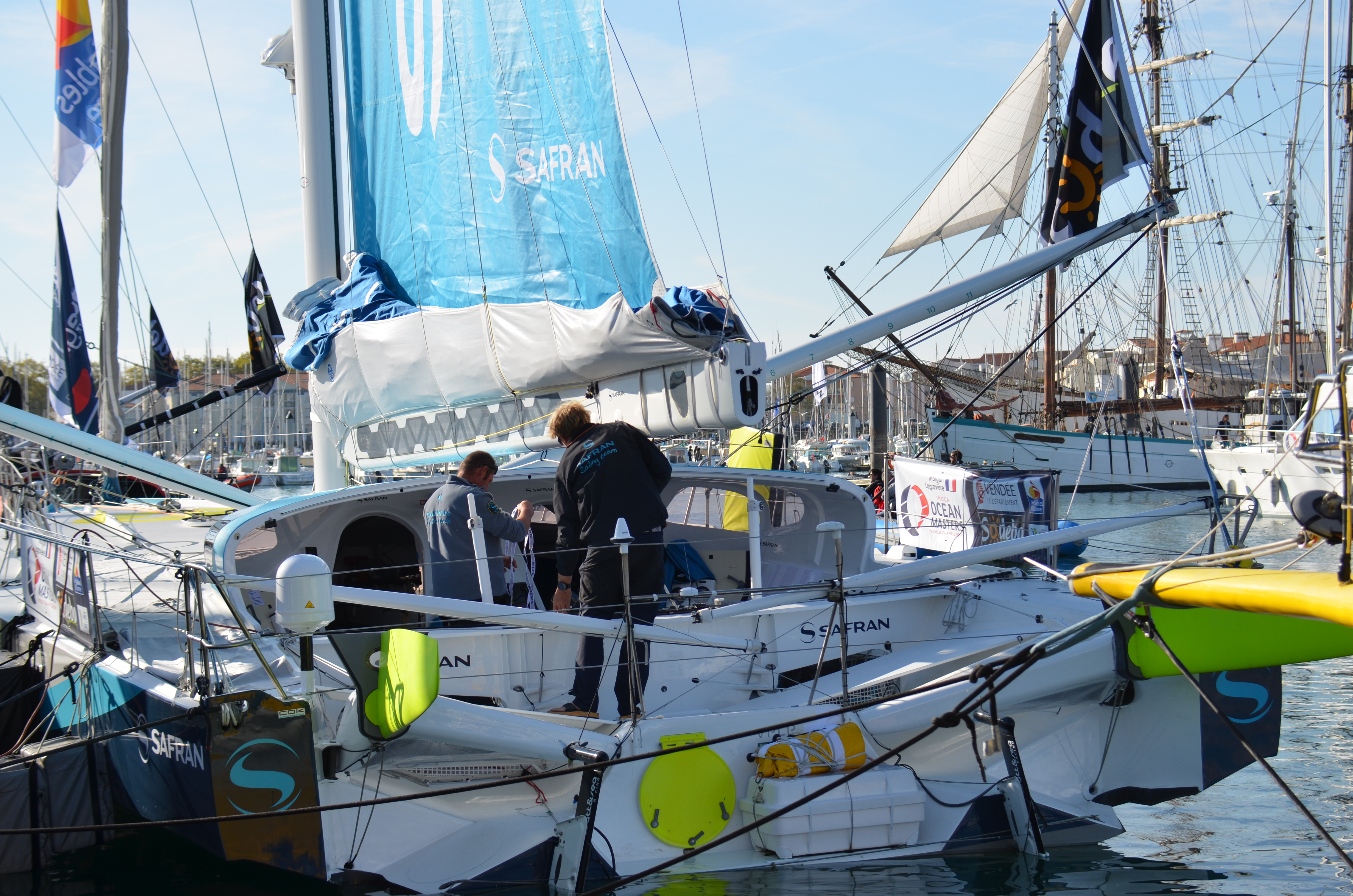
Safran II

## Biographie
Il a commencé sa carrière dans l'olympisme, sélectionné en équipe de France de voile olympique. Après une longue collaboration avec Stéphane Christidis, il a formé un équipage avec Yann Rocherieux, toujours en 49er (ancien équipier d'Emmanuel Dyen). En 2011 il participe à sa première Solitaire du Figaro et termine premier bizuth.
Il intègre l'équipe du Safran Sailing Team en 2014 où il prendra la relève de Marc Guillemot à l'issue de la Route du Rhum 2014. Depuis le 5 mars 2015, il est le skipper du 60 pieds IMOCA Safran II, premier monocoque de course océanique à disposer de foils. C'est avec l'assistance de Roland Jourdain, dont la société Kairos assure la gestion du projet Safran, qu'il prend le départ, pour sa première participation, de la huitième édition du Vendée Globe le 6 novembre 2016. Il est cependant contraint à l'abandon, après 18 jours de course, à la suite d'une avarie de safran. Il était alors en 4e position de cette huitième édition du Vendée Globe.
Après le départ de son sponsor, il tente de remonter une campagne de Vendée Globe, toujours avec Roland Jourdain, mais doit jeter l'éponge, faute de partenaire. Il continue cependant en Imoca en accompagnant Isabelle Joschke sur MACSF sur la Transat Jacques Vabre 2019, une expérience qui tourne court à cause d'un talonnage peu après le départ du Havre qui endommage la quille. Parallèlement, il retrouve le circuit Figaro, 2e de la Transat AG2R en 2018 avec Sébastien Simon et du Tour de Bretagne en 2019 avec Gildas Mahé. Il intègre enfin le Gitana Team avec dans le viseur le Trophée Jules Verne fin 2020 sur le Maxi Edmond de Rothschild.

## Palmarès

### Classe Figaro Bénéteau
- 2011, sur le Figaro Bénéteau 2 Vendée :
  - 8e de la Solitaire du Figaro sur 41 engagés et 1er bizuth[1]
  - 6e de la Generali Solo avec 3 manches remportées sur 12
  - vainqueur du Tour de Bretagne avec Gildas Mahé[8]
- 2012 :
  - 2e de la Solitaire du Figaro sur Vendée
- 2013 :
  - 3e de la Solitaire du Figaro sur Vendée ; vainqueur de la 3e étape
- 2018 : 
  - 2e du la Transat AG2R avec Sébastien Simon  sur Bretagne - CMB Performance[9]
- 2019 :
  - 2e du Tour de Bretagne à la Voile avec Gildas Mahé sur Breizh Cola / Equithé

### Jeux olympiques
- Suppléant aux Jeux olympiques d'été de 2008 avec Stéphane Christidis[10].

### Championnat du monde
- 2007 : 7e au championnat du monde de 49er avec Stéphane Christidis.
- 2009 : 13e au championnat du monde de 49er avec Yann Rocherieux.

### Championnat d'Europe
- 2007 : 4e au championnat d'Europe de 49er avec Stéphane Christidis.
- 2009 : 6e au championnat d'Europe de 49er avec Yann Rocherieux.

### Vendée Globe
- 2016 : Abandon après 18 jours de course dû à une avarie du safran[11].

### Transat Jacques-Vabre
- 2021 : vainqueur de la Transat Jacques-Vabre en Imoca avec Thomas Ruyant sur Linked Out
- 2023 : vainqueur de la Transat Jacques-Vabre en Imoca avec Thomas Ruyant à bord de For People[12]